# ユーレンス現代芸術センター
ユーレンス現代芸術センター (中国語：尤伦斯当代艺术中心、英語：UCCA Center for Contemporary Art、略称：UCCA) は、中華人民共和国・北京市朝陽区にある美術館及び文化施設である。

## 概要
2007年に設立。中国・北京の798芸術区の中心部にある。もともと「ユーレンス現代芸術センター」として開設されていたUCCAは、組織運営上の争議が続いていた。2017年に大規模な組織再編を実施し、現在は展覧会や研究、公開プログラムの実施、コミュニティへの働きかけを行う登録非営利のUCCA財団（北京尤伦斯艺术基金会、UCCA Foundation）及び、芸術作品の販売および教育ベンチャー企業であるUCCA事業団（UCCA Enterprises）によってUCCAグループ（UCCA集团、UCCA Group）として運営されている。
UCCAの運営する北京での美術館を指す場合は、「UCCA北京」と言う名称を使用することもある。

## 沿革
2007年11月に北京で活動していたベルギー人アートコレクターのガイ・ユーレンス男爵が夫妻で私財から出資し「ユーレンス現代芸術センター」を設立。財団のキュレーターを前衛芸術キュレーターの費大為（フェイ・ダーウェイ）として、1980年代の中国における現代芸術活動を探求する初めての美術館をこの地域にオープンした。2008年にフランス人評論家兼キュレーターのジェローム・サンスを館長として迎え、厳培明（ヤン・ペイミン）、モナ・ハトゥム、邱志傑（チウ・ジージエ）、オラファー・エリアソン、劉小東（リウ・シャオドン）、汪建偉（ワン・ジエンウェイ）などを含む中国出身または国際的な芸術家を紹介し人気を博した。開業後にはユーレンス男爵の運営方針に疑義を唱えるトラブルも頻発した。
2011年にUCCAは薛梅（シウ・メイ）及びアメリカ人キュレーターのフィリップ・ティナリ（Philip Tinari）が主導し多くの人にアピールする戦略で新しい運営体制を開始。中国初に近い出資者協議会や篤志家を招待するパーティーや慈善オークションなどを導入し、規模拡大を図る。展示プログラムも願徳新、ティノ・セーガル、徐震、劉韡、ウィリアム・ケントリッジ、ロバート・ラウシェンバーグ、曾梵志などを紹介すると共に若手中国人芸術家の研究と個展開催を継続していく。
2017年6月、中国人投資家グループがUCCAの再編に乗り出し、営利事業と非営利事業を分離、798芸術区での活動を長期的に維持するビジョンを導入。
2018年9月、北京から約300キロ離れた河北省秦皇島昌黎県北戴河の海岸に2ヶ所目の芸術センター「UCCA砂丘美術館」（UCCA Dune）の開館を発表。同年10月に開館。
2021年5月に、上海の呉淞江河岸に、香港の嘉華国際グループとの提携で3ヶ所目の芸術センター「UCCA Edge」を開業した。

## 会場施設
ユーレンス現代芸術センターは、もともと第2次大戦後にバウハウスを継承した東ドイツ・デッサウデザイン学院出身の建築家によって設計され1957年に開業した工廠「798廠」の主要建築を中心とした798芸術区（大山子芸術区）に拡がっている。主として工業化時代の産業遺産を維持している。2007年に建築家のジャン=ミシェル・ウィルモットと馬清運が全面改装し、1,800平方メートルの大ホールと大小の展示室、150席のシアター形式の講堂、児童教育センターなどを含む全体で8,000平方メートルの施設となっている。2018年にはUCCAはオランダの建築事務所OMAの支援を受け、カフェと入場口と展示室を改装。基礎改装は2019年に完成し、その後図書館と資料庫を追加する予定である。

## 参照
1. ↑  The Art Newspaper, March 30, 2021
2. 1 2  Kennedy, Randy (2007年7月26日). “A Belgian Couple Will Give Beijing a New Home for Contemporary Art”. New York Times 2012年10月30日閲覧。
3. ↑  关于 UCCA
4. ↑  新浪收藏「抛售藏品辜负了谁的好意 尤伦斯藏品再上拍惹争议」
5. ↑  Greenberger, Alex (2017年4月17日). “Ullens Center for Contemporary Art CEO May Xue Resigns” (英語). ARTnews. 2017年10月6日閲覧。
6. ↑  美術手帳「ユーレンス現代美術センター（UCCA）が、中国北戴河の海辺に新館「UCCA砂丘美術館」の開館を発表」
7. ↑  上海ナビ「UCCA Edge」
8. ↑  Mu, Xuequan (2007年11月2日). “Ullens art center to debut in China”. Xinhua.  オリジナルの2007年11月3日時点におけるアーカイブ。 2012年11月5日閲覧。
9. ↑  “About Index | UCCA”. ucca.org.cn. 2014年5月24日時点のオリジナルよりアーカイブ。2022年7月10日閲覧。